# Фотоморфогенез
В биологии развития фотоморфогенез — это процессы, происходящие в растении под влиянием света различного спектрального состава и интенсивности. Фотоморфогенез растений, как правило, исследуется с использованием источников света с контролируемым спектром.

## Прорастание
Свет играет чрезвычайно важную роль в развитии растений. Изменения морфологии растения под воздействием светового излучения называется фотоморфогенезом. После прорастания семени сквозь грунт первые лучи солнца вызывают радикальные изменения у нового растения.
Известно, что под воздействием красного света процесс прорастания семян активизируется, а под воздействием дальнего красного света подавляется. Синий свет также подавляет прорастание. Такая реакция характерна для видов с мелкими семенами, так как у мелких семян нет достаточного запаса питательных веществ, чтобы обеспечить рост в темноте при прохождении толщи земли. Мелкие семена прорастают только под воздействием красного света, пропускаемого тонким слоем земли, при этом достаточно всего лишь кратковременного облучения — 5—10 минут в сутки. Увеличение толщины почвенного слоя приводит к обогащению спектра дальним красным светом, который подавляет прорастание семени. У видов растений с крупными семенами, содержащими достаточный запас питательных веществ, для индукции прорастания свет не требуется.
В норме из семечка сначала прорастает корешок, а затем появляется побег. После этого, по мере увеличения ростка (как правило, под воздействием света), развиваются вторичные корни и побеги. Такой скоординированный прогресс является ранним проявлением феномена взаимосвязанного роста, когда развитие корневой системы влияет на рост побега и наоборот. В большей степени этими процессами управляют гормоны.
В отсутствие света росток пребывает в так называемом этиолированном состоянии, при этом имеет бледный вид и крючковатую форму. Крючок — это вышедший наружу эпикотиль или гипокотиль, нужный для защиты точки роста при прорастании сквозь почву, и он сохранится, если рост продолжится в темноте.

### Особенности этиолированных и деэтиолированных ростков
Этиолированное состояние:

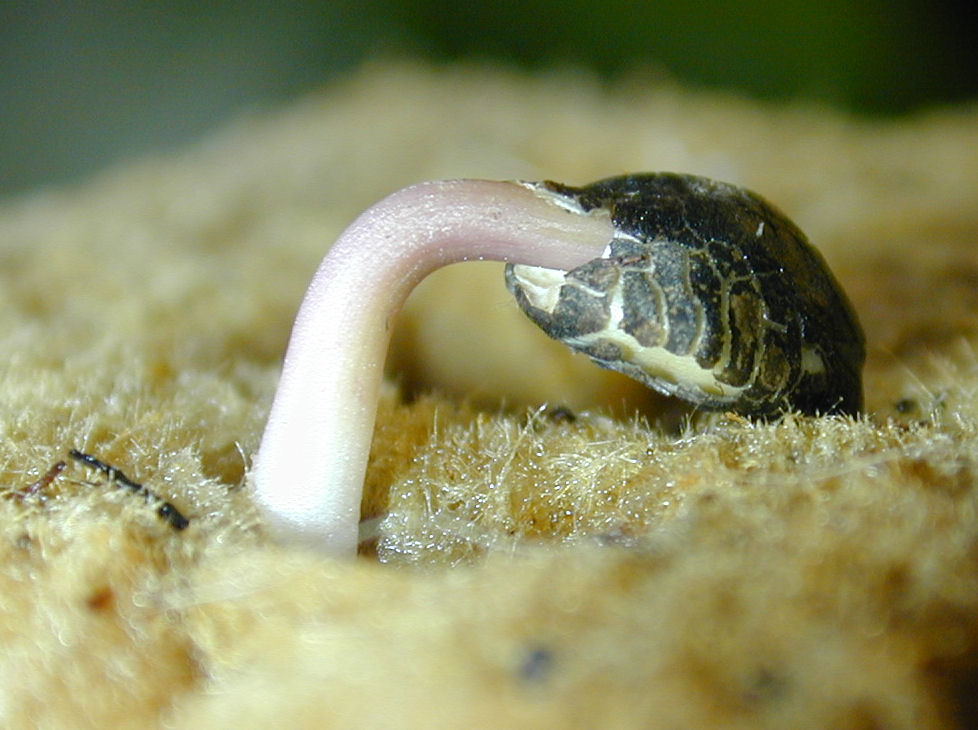
У двудольных семян появляется гипокотильный крюк (гипокотиль), пребывавший под слоем почвы в темноте

- Одиночный верхушечный крючок (двудольные) или колеоптиль (однодольные)
- Отсутствует рост листьев
- Отсутствует хлорофилл
- Быстрое удлинение стебля
- Ограниченный радиальный рост стебля
- Ограниченное удлинение корня
- Ограниченное развитие боковых корневых отростков

Деэтиолированное состояние:
- Отрывается верхушечный крючок или открываются доли колеоптиля
- Начинается рост листьев
- Образуется хлорофилл
- Удлинение стебля подавляется
- Радиальный рост стебля
- Начинается удлинение корня
- Ускоряется рост боковых корешков

Перестройка процессов у этиолированных посевов происходит под воздействием света. Обычно растения чувствительны к длинам световых волн, относящимся к синей, красной и дальней красной областям спектра, при этом активируется та или иная фотосенсорная система. Фоторецепторы, чувствительные к красным и дальним красным лучам, называются фитохромами. Существует также не менее пяти типов фоторецепторов, восприимчивых к лучам синего цвета.

## Фоторецепторные системы растений
Фитохром позволяет растению реагировать на воздействие красных и дальних красных лучей.
Фитохромы — это белковые соединения, содержащие пигмент (хромофор).
Хромофор — это линейный тетрапиррол, называемый фитохромобилин.
Фитохромный апопротеин синтезируется в форме Фк (фитохром красный). В процессе присоединения хромофора холопротеин становится чувствительным к свету. Под воздействием красного света он превращается в биологически активную Фдк (фитохром дальний красный) форму. Фдк форма под воздействием дальнего красного света снова переходит в состояние Фк.
Гены большинства растений позволяют синтезировать несколько разновидностей фитохромов. Разные фитохромы реагируют на разные воздействия, но, несмотря на это, в отсутствие одного фитохрома его функции может выполнять другой, так что фоторецепторная система растения обладает некоторой степенью избыточности.
Арабидобсис имеет 5 фитохромов: PHYA, PHYB, PHYC, PHYD, PHYE.
Молекулярный анализ фитохромных и фитохромоподобных генов у высших растений (папоротники, мхи, водоросли) и фотосинтетических бактерий показал, что фотохромы произошли от фоторецепторов прокариотов, предшественников растений.

## Системы чувствительные к синему излучению
У растений имеется несколько фоторецепторов, чувствительных к лучам синей части спектра (b-фоторецепторы), которые выполняют совсем другие функции, нежели фоторецепторы красной части спектра.
На основании результатов опытов со спектром действия, мутантами и молекулярного анализа было доказано, что высшие растения имеют не менее 4, а возможно 5, различных b-фоторецепторов.
Первыми b-рецепторами, наличие которых удалось определить у многих организмов, стали криптохромы. Эти протеины содержат хромофоры из группы флавинов. Криптохромы удалось выделить из ДНК-фотолиазы микробов — фермента, предназначенного для восстановления молекулы ДНК, повреждённой ультрафиолетовым излучением.
Криптохромы обнаружены также и у растений. Они контролируют процессы удлинения стебля, рост листьев, циркадные ритмы и цветение.
Помимо синего света криптохромы воспринимают также ближний ультрафиолет (UV-A).
Фототропизмом растения управляет фоторецептор фототропин. В нём также присутствует флавин в качестве хромофора. Сейчас известен только один фототропин NPH1. Помимо синего света фототропин воспринимает также ближний ультрафиолет (UV-A).
Последние эксперименты показали, что четвёртый b-фоторецептор содержит хромофор на основе каротиноида. Этот фоторецептор контролирует открытие устьиц, однако, соответствующий ген и протеин ещё не выявлены.
Остальные реакции на излучение в синей части спектра, которые нельзя свести к реакции криптохрома, фототропина и каротиноидов свидетельствуют в пользу существования ещё одного рецептора.
Сразу же после открытия криптохромов у растений несколько лабораторий обнаружили гомологичные гены и фоторецепторы у некоторых других организмов, включая человека, мышей и двукрылых насекомых. Похоже, что у млекопитающих и двукрылых криптохромы участвуют в механизмах биологических часов.

## Системы, чувствительные к УФ-излучению
Основываясь на опытах с УФ-излучением, было показано наличие uv-фоторецепторов.